# Redões

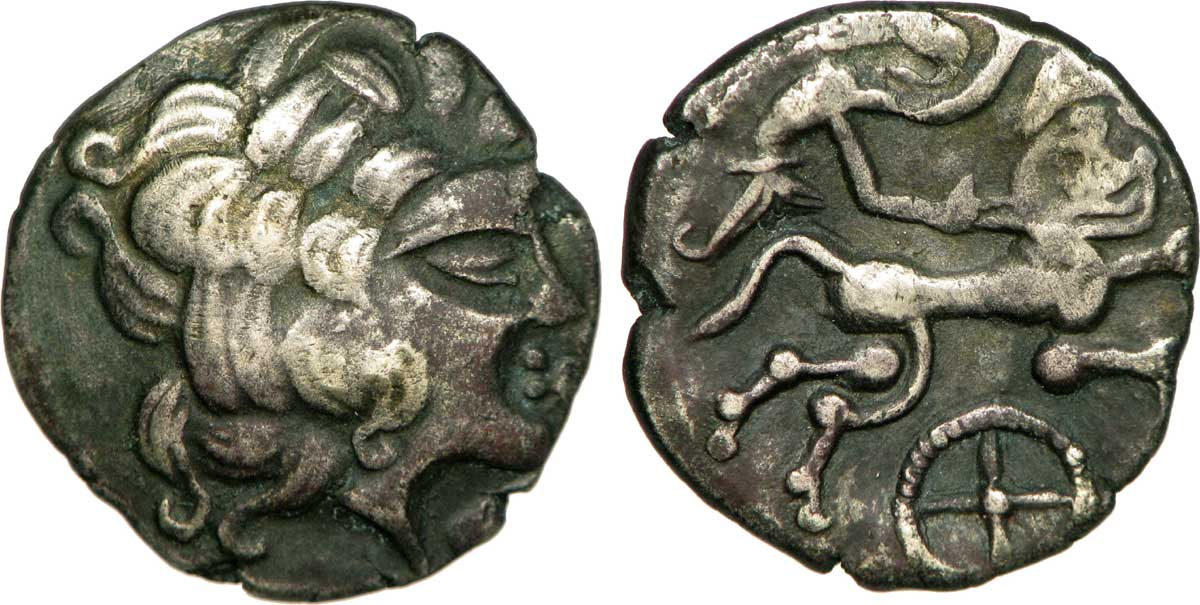
Estáter redão (ca. 80-)

Os redões (em latim: Redones) ou riedões (em latim: Riedones; Gaulês: Rēdones, posteriormente Riedones, "condutores de carruagens ou cavalos") eram uma tribo gaulesa que habitava a parte oriental da Península da Bretanha durante a Idade do Ferro e a subsequente conquista da Gália pelo Império Romano. Sua capital ficava em Condate, local da atual Rennes.
Em 57 a.C., eles foram subjugados pelos romanos sob as forças lideradas por Públio Licínio Crasso, filho do triúnviro Crasso, mas forneceram homens para a coalizão gaulesa liderada por Vercingetórix na Batalha de Alésia em 52.

## Nomenclatura
Eles são chamados de R[h]edones por César (meados do século I a.C.), Rhedones (var. r[h]iedones, s[hi]edones) por Plínio (1º c. d.C.), Rhiḗdones (‛Ριήδονες; var. ‛Ρηήδονες), Rhḗdones (Ῥήδονες) e Rhēḯdones (Ῥηΐδονες) por Ptolomeu (2º c. d.C.), e Redonas na Notitia Dignitatum (5º c. d.C.). Sua cidade principal também é atestada em inscrições como civ]itas Ried[onum e [civ]itas Ried[onum].

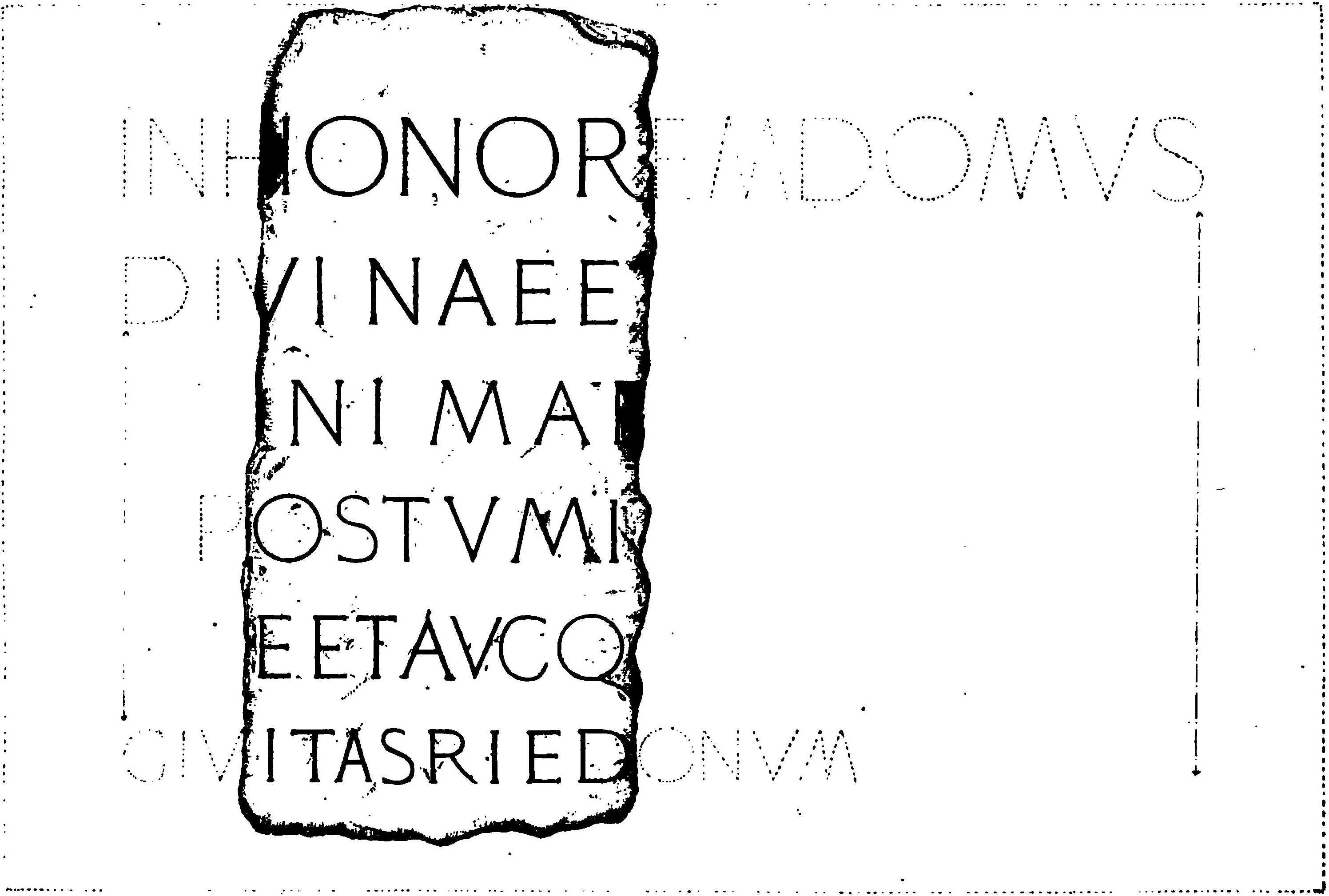
Inscrição mencionando Riedonum.

O gentílico gaulês Rēdones significa "condutores de carruagem" ou "cavaleiros". Ele deriva da raiz celta rēd- ('cavalgar, especialmente um cavalo ou uma carruagem conduzida por cavalos'; cf. Gallo-Lat. rēda 'carruagem', Ia. ríad 'cavalgar, conduzir, viajar'; também Gallo-Lat. paraue-redus 'cavalo de trabalho' e ue-rēdus 'cavalo de correio', GM. gorwydd 'cavalo') anexada ao sufixo -ones.
O original Rēdones levou a uma forma Riedones após a ditongação. Após a descoberta de inscrições com essa variante na década de 1960, alguns historiadores, incluindo Anne-Marie Rouanet-Liesenfelt e Louis Pape, argumentaram que a forma Riedones deveria ser utilizada em detrimento de Redones em estudos acadêmicos, o que não é necessário, de acordo com o linguista Pierre-Yves Lambert.
A cidade de Rennes, atestada por volta de 400 d.C. como Cividade dos Redões' (civitas Redonum; Redonas em 400-441; Rennes em 1294) recebeu o nome da tribo gaulesa.

## Geografia

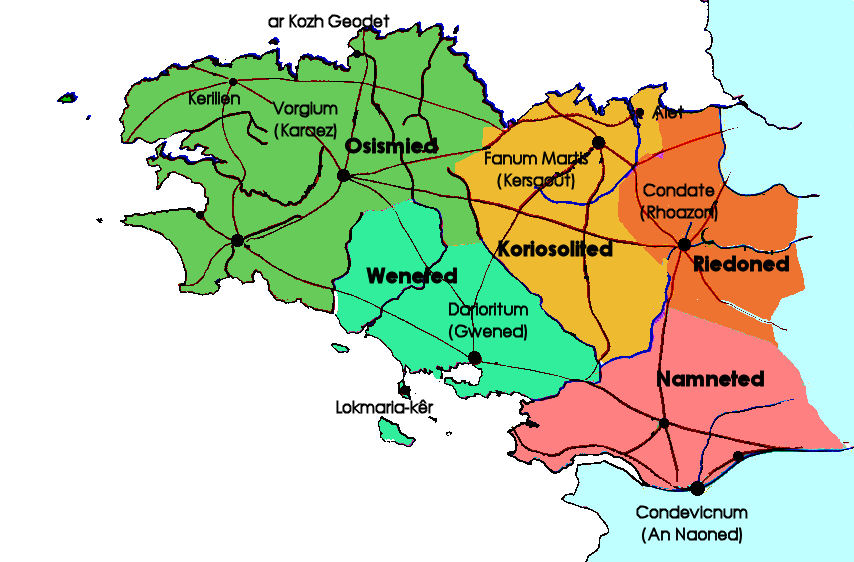
Mapa do povo gaulês da Bretanha moderna:
Osismos
Vênetos
Coriosolitas
Redões
Namnetes

Eles viviam na península da Bretanha, na região que era conhecida na época como Armórica. Embora controlassem um litoral estreito na parte sul da Baía de Monte-Saint-Michel, não tinham uma abertura direta para o comércio marítimo. César os menciona entre as civitates maritimae ou Aremoricae. Seu território estava localizado a leste dos Coriosolitas, ao norte dos Namnetes, a oeste dos Aulerci Diablintes e a sudoeste dos Venelli e Abrincatui.
Sua capital era conhecida como Condate Redonum e ficava no local da atual Rennes.

## História
Após a sangrenta luta no Sambre (57 a.C.), Júlio César enviou Públio Licínio Crasso com uma única legião ao país dos Vênetos, Redões e outras tribos celtas entre o rio Sena e o Loire, e todos se renderam. (B. G. ii. 34.) César aqui enumera os Redões entre os estados marítimos cujo território se estende até o Oceano Atlântico. Em 52 a.C., os Redões, juntamente com seus vizinhos, enviaram um contingente para atacar César durante o cerco de Alésia. Nessa passagem também (B. G. vii. 75), os Redões são enumerados entre os estados que fazem fronteira com o oceano, que na língua celta eram chamados de Estados Armóricos. D'Anville supõe que seu território se estendia além dos limites da diocese de Rennes, nas dioceses de São Malo e Dol-de-Bretagne.